# Ban Bí thư Ban Chấp hành Trung ương Đảng Cộng sản Liên Xô khóa XXV (1976–1981)
Ban Bí thư Ban Chấp hành Trung ương Đảng Cộng sản Liên Xô khóa XXV (1976-1981) được bầu tại Hội nghị Trung ương lần thứ nhất của Ban chấp hành Trung ương Đảng Cộng sản Liên Xô khóa XXV được tổ chức ngày 5/3/1976.

## Ủy viên
| Tên (sinh–mất)                   | Bắt đầu    | Kết thúc   | Thời gian       | Ghi chú                                 |
| -------------------------------- | ---------- | ---------- | --------------- | --------------------------------------- |
| Leonid Brezhnev (1906–1982)      | 5/3/1976   | 3/3/1981   | 4 năm, 363 ngày | Bầu Tổng Bí thư tại Hội nghị lần thứ 1. |
| Konstantin Chernenko (1911–1985) | 5/3/1976   | 3/3/1981   | 4 năm, 363 ngày | —                                       |
| Vladimir Dolgikh (sinh 1924)     | 5/3/1976   | 3/3/1981   | 4 năm, 363 ngày | —                                       |
| Mikhail Gorbachev (sinh 1931)    | 27/11/1978 | 3/3/1981   | 2 năm, 96 ngày  | Bầu tại Hội nghị lần thứ 7              |
| Ivan Kapitonov (1915–2002)       | 5/3/1976   | 3/3/1981   | 4 năm, 363 ngày | —                                       |
| Konstantin Katushev (1927–2010)  | 5/3/1976   | 24/5/1977  | 4 năm, 363 ngày | Từ chức tại Hội nghị lần thứ 3          |
| Andrei Kirilenko (1906–1990)     | 5/3/1976   | 3/3/1981   | 4 năm, 363 ngày | Bí thư thứ 2 Ban Bí thư (1966-1982)     |
| Fyodor Kulakov (1918–1978)       | 5/3/1976   | 17/7/1978  | 2 năm, 134 ngày | Mất bị xe đâm                           |
| Boris Ponomarev (1905–1995)      | 5/3/1976   | 3/3/1981   | 4 năm, 363 ngày | —                                       |
| Yakov Ryabov (sinh 1928)         | 26/10/1976 | 3/3/1981   | 4 năm, 128 ngày |                                         |
| Konstantin Rusakov (1903–1993)   | 24/5/1977  | 3/3/1981   | 3 năm, 283 ngày | Bầu tại Hội nghị lần thứ 3              |
| Mikhail Suslov (1902–1982)       | 5/3/1976   | 3/3/1981   | 4 năm, 363 ngày | Bí thư thứ 2 Ban Bí thư (1966-1982)     |
| Dmitriy Ustinov (1908–1984)      | 5/3/1976   | 26/10/1976 | 235 ngày        | Từ chức tại Hội nghị lần thứ 2          |
| Mikhail Zimyanin (1914–1995)     | 5/3/1976   | 26/10/1976 | 235 ngày        | —                                       |